# 第四台
第四台，是指在1969年先發展社區共同天線後，自1970年代至今(1976至1995年間)，台灣民間社區共同天線業者在當時依法成立的三家商業電視台之外，私營的各種地下電視台的統稱。早期未合法化前，主要利用盜版錄影帶、錄影設備、衛星天線、纜線等播送。曾在1983年至1992年期間，被中華民國政府取締，1992年，台灣第四台業者遊說中華民國立法委員推動有線電視合法化，最後在1993年7月16日由中華民國立法院、行政院新聞局等政府單位訂定《有線電視法》（今《有線廣播電視法》），1994年起，政府開放資格審查，並發放有線電視系統業者許可證，故「第四台」在台灣也成為有線電視的代稱。

## 背景
台灣的電視廣播自1960年代開始普及化，中華民國政府開始改善以大氣電波廣播的無線電視，並使家庭電視普及化。不過，當時台灣只有三家商業電視台，包括臺灣省政府與日本資本合營的臺灣電視公司、以中國國民黨為經營主力的中國電視公司、以中華民國國防部、中華民國教育部為經營主力的中華電視公司，合稱「老三台」。老三台的官方色彩濃厚，節目未必迎合臺灣民眾的要求。

## 第四台的湧現

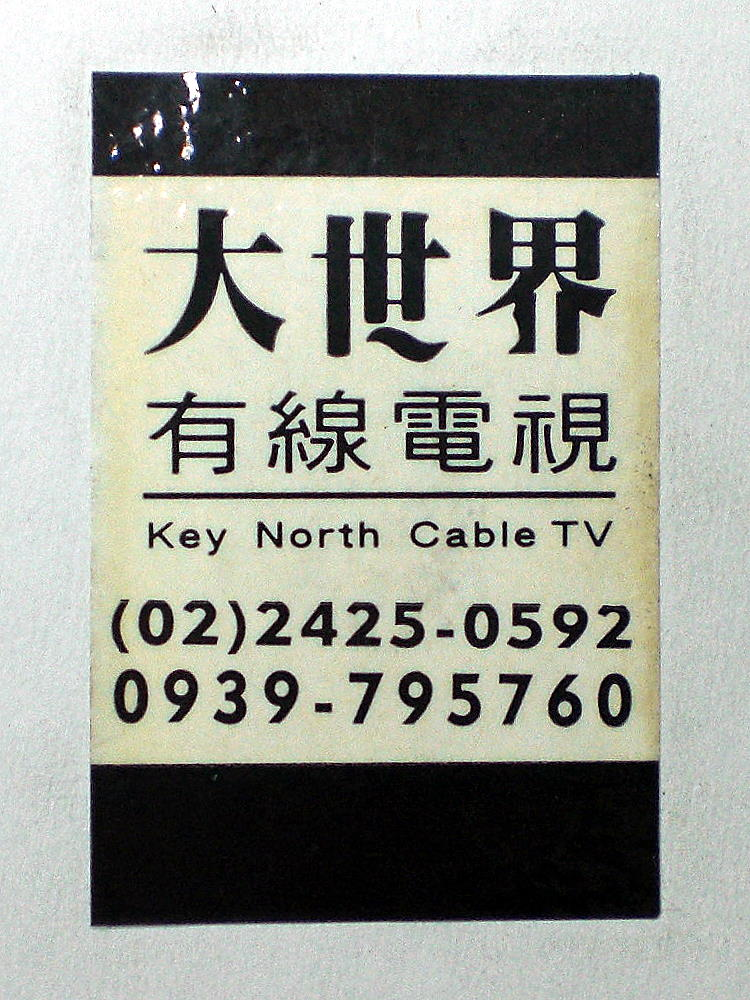
基隆市已解散的有線電視系統業者「大世界有線電視」廣告貼紙

1969年，在花蓮豐濱某一家電氣行，架設社區共同天線。
於是在1970年代中期，在基隆、石牌一帶的水電工程商人，嗅出了有線電視的商機，開始在大街小巷間拉線，偷偷播放一些不具版權的錄影帶節目，並非法地向民眾售賣一些電視盒作為選台器的用途。當時以每月500元新台幣的收費，吸引一般民眾使用。使用一個選台器便可以收看到多達十數個頻道的節目，由於可以收看到原來三家電視台以外的電視台，台灣市民索性稱這種盒子提供的電視服務為「第四台」。
初期的「第四台」主要播放台灣鄰近國家（尤其日本）的衛星電視節目，還有一些電影的錄影帶、股市資訊、摔角等，甚至還有色情片、六合彩資訊等。「第四台」之所以受歡迎，是因為這些節目比原來老三台的陳腔濫調精采又新鮮，故很快受到消費者的喜愛。
在1990年代中期，第四台的總數有好幾百家，訂戶估計超過300萬，滲透率達70%以上。1993年第四台總數曾達400家，1998年縮減到只剩100家左右。
目前台灣第四台業者總數達100多家左右。

## 政治性質的第四台
「第四台」的出現，令各式各樣的電視台林立，這些「地下電視台」的理念各有不同。當中有些電視台被稱為「民主電視台」或「民主有線電視台」，簡稱「民主台」，也以第四台的地下廣播方式廣播，而且其政治理念較傾向當時的反對黨民主進步黨。不過，立法院三讀通過《有線電視法》以後，在市場競爭的壓力下，有些民主台已經改名，不再自稱民主台；例如「大基隆民主有線電視台」被賣給東森媒體集團並改名為「大基隆有線電視股份有限公司」，但已於2001年結束營業。但是，民主台的發展，是其中一個提高台灣人民的民主、民生訴求的主要動力。
2008年1月，台獨左派人士黃泰山如此描述民主台興衰史：「很多地下民主電視台都靠募款成立，很多群眾因為幫忙牽電纜而被電死或變殘障；後來這些電視台一一被財團購併，錢也是被檯面上的人拿走。」

## 第四台的影響

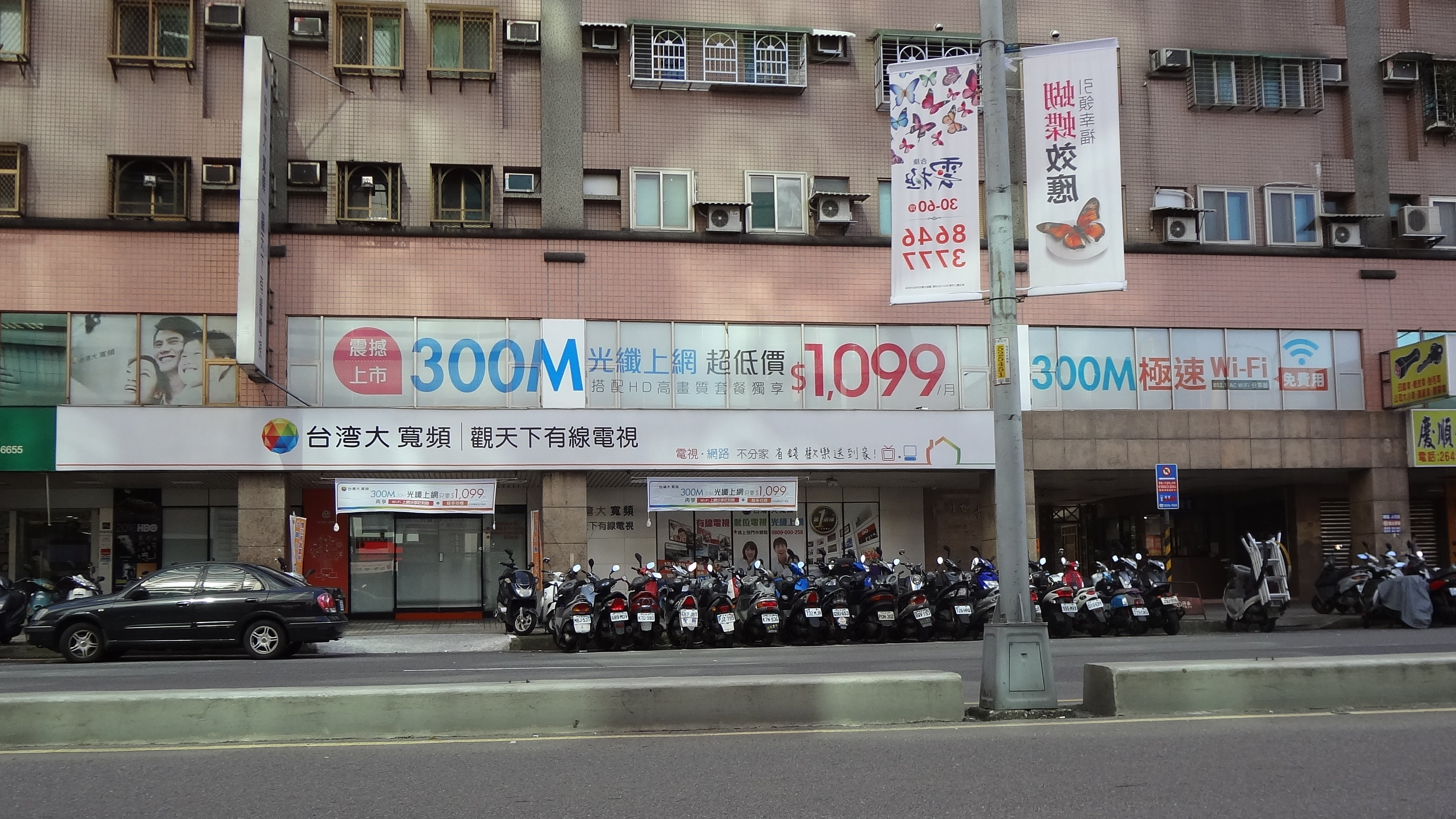
觀天下有線電視和台灣大寬頻聯合店面

### 正面影響
- 第四台令台灣民眾有更廣闊的收視空間。
- 透過第四台的運作形式，更多台灣電子媒體應運而生。

### 負面影響
- 由於第四台常常播出無公開播映權的電影和色情電影，侵害著作權且觸犯《中華民國刑法》，因而常遭政府取締。
- 太多電子媒體湧現，節目品質良莠不齊。
- 一部份頻道會有插播廣告的行動，常常會擾亂正常節目的播出。

## 第四台的正式出現
1989年行政院新聞局成立「有線電視法草案研擬小組」，同時交通部電信總局及其所屬電信研究所成立「有線電視系統標準研擬小組」。經過長期的審查評估，終於1993年7月，立法院三讀通過《有線電視法》（今《有線廣播電視法》）。原來第四台的系統業者在1994年10月底紛紛向行政院新聞局提出申請。截至1996年3月中旬，已經有70多家獲得正式的籌設許可和監管。此後，合法、受監管的有線電視公司取代非法的第四台，因此「第四台」已經慢慢轉變成「有線電視系統」的代名詞。
2013年，台灣第一家數位有線電視業者全國數位有線電視開播。
2022年，国家通讯传播委员会计划将有线电视频道编号由两位升至三位但是遭到有线电视业者反对被搁置。